# Составы Оргбюро ЦК ВКП(б)
Коммунистическая партия Советского Союза — правящая партия в Союзе Советских Социалистических Республик, основной идеологией которой являлся марксизм-ленинизм, с начала 1920-х годов до марта 1990 года действовавшая в условиях однопартийной системы, что в отдельные периоды было закреплено конституционно. Исторически была основана в 1898 году как Российская социал-демократическая рабочая партия (аббрев. РСДРП), с весны 1917 года использовалось отсутствующее в партийных документах название большевистской фракции Российская социал-демократическая рабочая партия (большевиков) (аббрев. РСДРП(б)), с марта 1918 года — Российская коммунистическая партия (большевиков) (аббрев. РКП(б)), с декабря 1925 года — Всесоюзная коммунистическая партия (большевиков) (аббрев. ВКП(б)), с октября 1952 года — Коммунистическая партия Советского Союза (аббрев. КПСС). Руководящим партийным органом являлся съезд или партийная конференция, образующие для работы между ними Центральный комитет партии (ЦК). Однако в связи с относительной редкостью (в последний период — не реже одного раза в полгода) проведения Пленумов ЦК как пленарных заседаний членов и кандидатов в члены ЦК для целей принятия решений по текущим вопросам им образовывались коллегиальные руководящие органы: Политическое бюро (в отдельные периоды Бюро и Президиум), Секретариат, а также  Организационное бюро, члены и кандидаты в члены которого включены в настоящий список, организованный как перечень составов этого органа, формировавшихся избранными на съездах и конференциях составами Центрального комитета. Впервые Оргбюро было создано на заседании Политбюро ЦК партии 16 января 1919 года.
Изменение статуса исполнительных органов партии произошло на состоявшемся в Москве с 5 по 14 октября 1952 года XIX съезде: в числе изменений Секретариату были переданы функции Организационного бюро («…для руководства текущей работой, главным образом по организации проверки исполнения решений партии и по подбору кадров»).

## Организационное бюро ЦК РКП(б) (1919, январь)
Организационное бюро Центрального комитета РКП(б), избранное 16 января 1919 года на заседании Центрального комитета РКП(б), избранного на состоявшемся в Петрограде с 6 по 8 марта 1918 года VII экстренном съезде РСДРП(б).
| Портрет | Имя (годы жизни)                                                           | Полномочия     | Полномочия    | Другие должности | Пр.                  |
| Портрет | Имя (годы жизни)                                                           | Начало         | Окончание     | Другие должности | Пр.                  |
| ------- | -------------------------------------------------------------------------- | -------------- | ------------- | --- | -------------------- |
|         | Михаил Фёдорович Владимирский (1874—1934)                                  | 16 января 1919 | 25 марта 1919 | • член Президиума Всероссийского центрального исполнительного комитета • исполняющий обязанности Председателя Всероссийского центрального исполнительного комитета — с 16 марта 1919 | [ 6 ] [ 7 ] [ 8 ]    |
|         | Николай Николаевич Крестинский (1883—1938)                                 | 16 января 1919 | 25 марта 1919 | • Народный комиссар финансов РСФСР | [ 9 ] [ 10 ] [ 11 ]  |
|         | Яков Михайлович Свердлов (1885—1919) урожд. Ешуа-Соломон Мовшевич Свердлов | 16 января 1919 | 16 марта 1919 | • член Бюро Центрального комитета РКП(б) • Председатель Всероссийского центрального исполнительного комитета • секретарь Центрального комитета РКП(б)                                | [ 12 ] [ 13 ] [ 14 ] |

## Организационное бюро ЦК РКП(б) (1919, март)
Организационное бюро Центрального комитета РКП(б), избранное 25 марта 1919 года Пленумом Центрального комитета РКП(б), избранного на состоявшемся в Москве с 18 по 23 марта 1919 года VIII съезде РКП(б).
| Портрет                                | Имя (годы жизни) | Полномочия      | Полномочия      | Другие должности | Пр.                  |
| Портрет                                | Имя (годы жизни) | Начало          | Окончание       | Другие должности | Пр.                  |
| -------------------------------------- | --- | --------------- | --------------- | --- | -------------------- |
|                                        | Александр Георгиевич Белобородов (1891—1938)                                                                                                 | 25 марта 1919   | 11 октября 1919 | • Председатель Вятского губернского военно-революционного комитета — до апреля 1919 • уполномоченный Совета рабочей и крестьянской обороны по подавлению мятежа на Дону — с апреля по июнь 1919 • временный начальник Политического управления Революционного военного совета республики — с июля 1919 | [ 16 ] [ 17 ] [ 18 ] |
|                                        | Феликс Эдмундович Дзержинский (1877—1926) пол. Feliks Dzierżyński                                                                            | 13 августа 1919 | 5 апреля 1920   | • председатель Всероссийской чрезвычайной комиссии по борьбе с контрреволюцией и саботажем при Совете народных комиссаров РСФСР • председатель Московской городской чрезвычайной комиссии • Народный комиссар внутренних дел РСФСР • председатель Военного совета войск внутренней охраны республики — с 21 октября 1919 • председатель Главного комитета по проведению всеобщей трудовой повинности при Совете Рабочей и Крестьянской Обороны — с 19 февраля 2020 | [ 19 ] [ 20 ] [ 21 ] |
|                                        | Михаил Иванович Калинин (1875—1946) | 29 ноября 1919  | 5 апреля 1920   | • кандидат в члены Политического бюро Центрального комитета РКП(б) • Председатель Всероссийского центрального исполнительного комитета | [ 22 ] [ 23 ] [ 24 ] |
|                                        | Лев Борисович Каменев (1883—1936) урожд. Лев Борисович Розенфельд                                                                            | 13 августа 1919 | 5 апреля 1920   | • член Политического бюро Центрального комитета РКП(б) • Председатель Президиума Исполнительного комитета Московского Совета рабочих и красноармейских депутатов | [ 25 ] [ 26 ] [ 27 ] |
|                                        | Николай Николаевич Крестинский (1883—1938)                                                                                                   | 25 марта 1919   | 5 апреля 1920   | • член Политического бюро Центрального комитета РКП(б) • Народный комиссар финансов РСФСР • Ответственный секретарь Центрального комитета РКП(б) — с 29 ноября 1919 | [ 9 ] [ 10 ] [ 11 ]  |
|                                        | Христиан Георгиевич Раковский (1873—1941) укр. Християн Георгійович Раковський урожд. Крыстё Георгиев Станчев болг. Кръстьо Георгиев Станчев | 11 октября 1919 | 5 апреля 1920   | • член Политического бюро Центрального комитета КП(б) Украины • Председатель Совета народных комиссаров Украинской ССР • Народный комиссар иностранных дел Украинской ССР • Народный комиссар внутренних дел Украинской ССР • член Всеукраинского революционного комитета — с 5 по 19 февраля 1920 • член Революционного военного совета Юго-Западного фронта РККА — с 15 февраля 1920 • Председатель Всеукраинского экономического совета — с 19 февраля 1920 | [ 28 ] [ 29 ] [ 30 ] |
|                                        | Леонид Петрович Серебряков (1888—1937) | 25 марта 1919   | 5 апреля 1920   | • секретарь Всероссийского центрального исполнительного комитета — с 30 марта 1919 • член Революционного военного совета республики — с 16 июля 1919 по 10 января 1920 | [ 31 ] [ 32 ] [ 33 ] |
|                                        | Иосиф Виссарионович Сталин (1878—1953) урожд. Иосиф Виссарионович Джугашвили груз. იოსებ ბესარიონის ძე ჯუღაშვილი                             | 25 марта 1919   | 5 апреля 1920   | • член Политического бюро Центрального комитета РКП(б) • Народный комиссар по делам национальностей РСФСР • Председатель Центрального бюро коммунистических организаций народов Востока при ЦК РКП(б) — до декабря 1919 • член Революционного военного совета республики — до 8 июля 1919 • Народный комиссар государственного контроля РСФСР — с 30 марта 1919 по 7 февраля 2020 • член Революционного военного совета Западного фронта РККА — с 6 июля по 30 сентября 1919 • член Революционного военного совета Южного фронта РККА — с 3 октября 1919 по 10 января 1920 • член Революционного военного совета Юго-Западного фронта РККА — с 10 января 1920 • Народный комиссар рабоче-крестьянской инспекции РСФСР — с 7 февраля 2020 | [ 34 ] [ 35 ] [ 36 ] |
|                                        | Елена Дмитриевна Стасова (1873—1966) | 25 марта 1919   | 5 апреля 1920   | • кандидат в члены Политического бюро Центрального комитета РКП(б) — с 13 апреля по 26 сентября 1919 • Ответственный секретарь Центрального комитета РКП(б) — до 29 ноября 1919 • секретарь Центрального комитета РКП(б) — с 29 ноября 1919 | [ 37 ] [ 38 ] [ 39 ] |
|                                        | Лев Давидович Троцкий (1879—1940) урожд. Лев Давидович Бронштейн                                                                             | 8 ноября 1919   | 5 апреля 1920   | • член Политического бюро Центрального комитета РКП(б) • Народный комиссар по военным делам РСФСР • Народный комиссар по морским делам РСФСР • Председатель Революционного военного совета республики • Временный Народный комиссар путей сообщения РСФСР — с 20 марта 1920 | [ 40 ] [ 41 ] [ 42 ] |
| Кандидат в члены Организационного бюро | |                 |                 | |                      |
|                                        | Матвей Константинович Муранов (1873—1959) | 25 марта 1919   | 5 апреля 1920   | | [ 43 ] [ 44 ] [ 45 ] |

## Организационное бюро ЦК РКП(б) (1920)
Организационное бюро Центрального комитета РКП(б), избранное 5 апреля 1920 года года Пленумом Центрального комитета РКП(б), избранного на состоявшемся в Москве с 29 марта по 5 апреля 1920 года IX съезде РКП(б).
| Портрет                                 | Имя (годы жизни)                                                                                                 | Полномочия    | Полномочия    | Другие должности | Пр.                  |
| Портрет                                 | Имя (годы жизни)                                                                                                 | Начало        | Окончание     | Другие должности | Пр.                  |
| --------------------------------------- | --- | ------------- | ------------- | --- | -------------------- |
|                                         | Николай Николаевич Крестинский (1883—1938)                                                                       | 5 апреля 1920 | 16 марта 1921 | • член Политического бюро Центрального комитета РКП(б) • Народный комиссар финансов РСФСР • Ответственный секретарь Центрального комитета РКП(б) | [ 9 ] [ 10 ] [ 11 ]  |
|                                         | Евгений Алексеевич Преображенский (1886—1937)                                                                    | 5 апреля 1920 | 16 марта 1921 | • секретарь Центрального комитета РКП(б) • член Контрольной комиссии РКП(б) | [ 47 ] [ 48 ] [ 49 ] |
|                                         | Алексей Иванович Рыков (1881—1938)                                                                               | 5 апреля 1920 | 16 марта 1921 | • Председатель Высшего совета народного хозяйства РСФСР • чрезвычайный уполномоченный Совета труда и обороны РСФСР по снабжению РККА | [ 50 ] [ 51 ] [ 52 ] |
|                                         | Леонид Петрович Серебряков (1888—1937)                                                                           | 5 апреля 1920 | 16 марта 1921 | • секретарь Центрального комитета РКП(б) • секретарь Всероссийского центрального исполнительного комитета — до 31 декабря 1920 | [ 31 ] [ 32 ] [ 33 ] |
|                                         | Иосиф Виссарионович Сталин (1878—1953) урожд. Иосиф Виссарионович Джугашвили груз. იოსებ ბესარიონის ძე ჯუღაშვილი | 5 апреля 1920 | 16 марта 1921 | • член Политического бюро Центрального комитета РКП(б) • Народный комиссар по делам национальностей РСФСР • Народный комиссар рабоче-крестьянской инспекции РСФСР — до 6 мая 1922 | [ 34 ] [ 35 ] [ 36 ] |
| Кандидаты в члены Организационного бюро | |               |               | |                      |
|                                         | Феликс Эдмундович Дзержинский (1877—1926) пол. Feliks Dzierżyński                                                | 5 апреля 1920 | 16 марта 1921 | • председатель Всероссийской чрезвычайной комиссии по борьбе с контрреволюцией и саботажем при Совете народных комиссаров РСФСР • председатель Московской городской чрезвычайной комиссии — до 11 июня 1920 • председатель Московской губернской чрезвычайной комиссии — с 11 июня 1920 по 3 января 1921 • Народный комиссар внутренних дел РСФСР • председатель Военного совета войск внутренней охраны республики — до 1 сентября 1920 • председатель Военного совета войск внутренней службы республики — с 1 сентября 1920 • председатель Главного комитета по проведению всеобщей трудовой повинности при Совете труда и обороны • начальник тыла Юго-Западного фронта РККА — с 29 мая по 23 июля 1920 • член Польского бюро Центрального комитета РКП(б) — с июля по сентябрь 1920 • член Временного революционного комитета Польши — с июля по сентябрь 1920 • член Революционного военного совета Западного фронта РККА — с 9 августа по 10 сентября 1920 • член Контрольной комиссии РКП(б) — с 25 сентября 1920 • начальник Отдела охраны границ ВЧК при Совете народных комиссаров РСФСР — с ноября 1920 | [ 19 ] [ 20 ] [ 21 ] |
|                                         | Михаил Павлович Томский (1880—1936) урожд. Михаил Павлович Ефремов                                               | 5 апреля 1920 | 16 марта 1921 | • Председатель Всероссийского центрального совета профессиональных союзов • Генеральный секретарь Международного совета профессиональных и производственных союзов — с июля 1920 • член Исполнительного комитета Коммунистического интернационала — с августа 1920 | [ 53 ] [ 54 ] [ 55 ] |

## Организационное бюро ЦК РКП(б) (1921)
Организационное бюро Центрального комитета РКП(б), избранное 16 марта 1921 года года Пленумом Центрального комитета РКП(б), избранного на состоявшемся в Москве с 8 по 16 марта 1921 года X съезде РСДРП(б).
| Портрет                                 | Имя (годы жизни)                                                                                                 | Полномочия     | Полномочия     | Другие должности | Пр.                  |
| Портрет                                 | Имя (годы жизни)                                                                                                 | Начало         | Окончание      | Другие должности | Пр.                  |
| --------------------------------------- | --- | -------------- | -------------- | --- | -------------------- |
|                                         | Феликс Эдмундович Дзержинский (1877—1926) пол. Feliks Dzierżyński                                                | 9 августа 1921 | 3 апреля 1922  | • председатель Всероссийской чрезвычайной комиссии по борьбе с контрреволюцией и саботажем при Совете народных комиссаров РСФСР — до 6 февраля 1922 • Народный комиссар внутренних дел РСФСР • председатель Военного совета войск внутренней службы республики — до 1 марта 1922 • начальник Отдела охраны границ ВЧК при Совете народных комиссаров РСФСР — до 1 марта 1922 • Народный комиссар путей сообщения РСФСР • Председатель Государственного политического управления при НКВД РСФСР — с 6 февраля 1922 | [ 19 ] [ 20 ] [ 21 ] |
|                                         | Пётр Антонович Залуцкий (1887—1937)                                                                              | 9 августа 1921 | 3 апреля 1922  | • секретарь Всероссийского центрального исполнительного комитета — до 29 декабря 1921 • член Президиума Всероссийского центрального исполнительного комитета | [ 57 ] [ 58 ] [ 59 ] |
|                                         | Николай Павлович Комаров (1883—1936) урожд. Фёдор Евгеньевич Собинов                                             | 16 марта 1921  | 9 августа 1921 | • Председатель Петроградской губернской чрезвычайной комиссии — до 14 апреля 1921 • секретарь губернского Исполнительного комитета Петроградского совета рабочих, крестьянских и красноармейских депутатов — с 15 апреля 1921 | [ 60 ] [ 61 ] [ 62 ] |
|                                         | Василий Михайлович Михайлов (1894—1937)                                                                          | 16 марта 1921  | 3 апреля 1922  | • секретарь Центрального комитета РКП(б) | [ 63 ] [ 64 ] [ 65 ] |
|                                         | Вячеслав Михайлович Молотов (1890—1986) урожд. Вячеслав Михайлович Скрябин                                       | 16 марта 1921  | 3 апреля 1922  | • 1-й секретарь Центрального комитета КП(б) Украины — до 22 марта 1921 • член Политического бюро Центрального комитета КП(б) Украины — до 21 июля 1921 • член Организационного бюро Центрального комитета КП(б) Украины — до 21 июля 1921 • кандидат в члены Политического бюро Центрального комитета РКП(б) • Ответственный секретарь Центрального комитета РКП(б) | [ 66 ] [ 67 ] [ 68 ] |
|                                         | Ян Эрнестович Рудзутак (1887—1938) латыш. Jānis Rudzutaks                                                        | 9 августа 1921 | 3 апреля 1922  | • Генеральный секретарь Всероссийского центрального совета профессиональных союзов — до 19 февраля 1922 • член Президиума Всероссийского центрального совета профессиональных союзов • Председатель Центрального комитета Союза транспортных рабочих — до февраля 1922 • член Туркестанского бюро Центрального комитета РКП(б) — с октября 1920 | [ 69 ] [ 70 ] [ 71 ] |
|                                         | Алексей Иванович Рыков (1881—1938)                                                                               | 16 марта 1921  | 3 апреля 1922  | • Председатель Высшего совета народного хозяйства РСФСР — до 26 мая 1921 • чрезвычайный уполномоченный Совета труда и обороны РСФСР по снабжению РККА — до августа 1921 • заместитель Председателя Совета труда и обороны РСФСР — с 27 мая 1927 • заместитель Председателя Совета народных комиссаров РСФСР — с 29 декабря 1921 | [ 50 ] [ 51 ] [ 52 ] |
|                                         | Иосиф Виссарионович Сталин (1878—1953) урожд. Иосиф Виссарионович Джугашвили груз. იოსებ ბესარიონის ძე ჯუღაშვილი | 16 марта 1921  | 3 апреля 1922  | • член Политического бюро Центрального комитета РКП(б) • Народный комиссар по делам национальностей РСФСР • Народный комиссар рабоче-крестьянской инспекции РСФСР • член Революционного военного совета республики — до 1 апреля 1922 • кандидат в члены Исполнительного комитета Коммунистического интернационала — до июня 1921 | [ 34 ] [ 35 ] [ 36 ] |
|                                         | Михаил Павлович Томский (1880—1936) урожд. Михаил Павлович Ефремов                                               | 16 марта 1921  | 9 августа 1921 | • Председатель Всероссийского центрального совета профессиональных союзов — до 17 мая 1921 • Генеральный секретарь Международного совета профессиональных и производственных союзов — до мая 1921 • член Исполнительного комитета Коммунистического интернационала — до июня 1921 | [ 53 ] [ 54 ] [ 55 ] |
|                                         | Емельян Михайлович Ярославский (1878—1943) урожд. Миней Израилевич Губельман                                     | 16 марта 1921  | 9 августа 1921 | • секретарь Центрального комитета РКП(б) | [ 72 ] [ 73 ] [ 74 ] |
| Кандидаты в члены Организационного бюро | |                |                | |                      |
|                                         | Феликс Эдмундович Дзержинский (1877—1926) пол. Feliks Dzierżyński                                                | 16 марта 1921  | 9 августа 1921 | • председатель Всероссийской чрезвычайной комиссии по борьбе с контрреволюцией и саботажем при Совете народных комиссаров РСФСР • Народный комиссар внутренних дел РСФСР • председатель Военного совета войска внутренней службы республики • начальник Отдела охраны границ ВЧК при Совете народных комиссаров РСФСР • Народный комиссар путей сообщения РСФСР — с 14 апреля 1921 | [ 19 ] [ 20 ] [ 21 ] |
|                                         | Пётр Антонович Залуцкий (1887—1937)                                                                              | 28 мая 1921    | 9 августа 1921 | • секретарь Всероссийского центрального исполнительного комитета • член Президиума Всероссийского центрального исполнительного комитета | [ 57 ] [ 58 ] [ 59 ] |
|                                         | Михаил Иванович Калинин (1875—1946)                                                                              | 16 марта 1921  | 3 апреля 1922  | • член Политического бюро Центрального комитета РКП(б) • Председатель Всероссийского центрального исполнительного комитета | [ 22 ] [ 23 ] [ 24 ] |
|                                         | Иван Иванович Кутузов (1885—1937)                                                                                | 28 мая 1921    | 3 апреля 1922  | • Председатель Центрального комитета Всероссийского Союза текстильщиков • член Президиума Всероссийского центрального совета профессиональных союзов • член Президиума Всероссийского центрального исполнительного комитета | [ 75 ] [ 76 ] [ 77 ] |
|                                         | Ян Эрнестович Рудзутак (1887—1938) латыш. Jānis Rudzutaks                                                        | 16 марта 1921  | 9 августа 1921 | • секретарь Всероссийского центрального совета профессиональных союзов — до 17 мая 1921 • член Президиума Всероссийского центрального совета профессиональных союзов • Председатель Туркестанской комиссии ВЦИК и СНК РСФСР — до мая 1921 • Председатель Центрального комитета Союза транспортных рабочих • Генеральный секретарь Всероссийского центрального совета профессиональных союзов — с 25 мая 1921 | [ 69 ] [ 70 ] [ 71 ] |
|                                         | Иван Яковлевич Тунтул (1892—1938) латыш. Jānis Tuntulis                                                          | 1 марта 1922   | 3 апреля 1922  | • член Президиума Всероссийского центрального совета профессиональных союзов | [ 78 ] [ 79 ] [ 80 ] |
|                                         | Василий Владимирович Шмидт (1886—1938)                                                                           | 28 мая 1921    | 3 апреля 1922  | • член Президиума Всероссийского центрального совета профессиональных союзов • Народный комиссар труда РСФСР | [ 81 ] [ 82 ] [ 83 ] |

## Организационное бюро ЦК РКП(б) (1922)
Организационное бюро Центрального комитета РКП(б), избранное 3 апреля 1922 года года Пленумом Центрального комитета РКП(б), избранного на состоявшемся в Москве с 27 марта по 2 апреля 1922 года XI съезде РКП(б).
| Портрет                                 | Имя (годы жизни)                                                                                                 | Полномочия    | Полномочия     | Другие должности | Пр.                  |
| Портрет                                 | Имя (годы жизни)                                                                                                 | Начало        | Окончание      | Другие должности | Пр.                  |
| --------------------------------------- | --- | ------------- | -------------- | --- | -------------------- |
|                                         | Андрей Андреевич Андреев (1895—1971)                                                                             | 3 апреля 1922 | 26 апреля 1923 | • секретарь Всероссийского центрального совета профессиональных союзов — до 17 сентября 1922 • член Президиума Всероссийского центрального совета профессиональных союзов • Председатель Центрального комитета Союза железнодорожников — с октября 1922 | [ 85 ] [ 86 ] [ 87 ] |
|                                         | Феликс Эдмундович Дзержинский (1877—1926) пол. Feliks Dzierżyński                                                | 3 апреля 1922 | 26 апреля 1923 | • Народный комиссар внутренних дел РСФСР • Народный комиссар путей сообщения РСФСР • Председатель Государственного политического управления при НКВД РСФСР | [ 19 ] [ 20 ] [ 21 ] |
|                                         | Валериан Владимирович Куйбышев (1888—1935)                                                                       | 3 апреля 1922 | 26 апреля 1923 | • секретарь Центрального комитета РКП(б) | [ 88 ] [ 89 ] [ 90 ] |
|                                         | Вячеслав Михайлович Молотов (1890—1986) урожд. Вячеслав Михайлович Скрябин                                       | 3 апреля 1922 | 26 апреля 1923 | • кандидат в члены Политического бюро Центрального комитета РКП(б) • секретарь Центрального комитета РКП(б) | [ 66 ] [ 67 ] [ 68 ] |
|                                         | Алексей Иванович Рыков (1881—1938)                                                                               | 3 апреля 1922 | 26 апреля 1923 | • член Политического бюро Центрального комитета РКП(б) • заместитель Председателя Совета труда и обороны РСФСР • заместитель Председателя Совета народных комиссаров РСФСР | [ 50 ] [ 51 ] [ 52 ] |
|                                         | Иосиф Виссарионович Сталин (1878—1953) урожд. Иосиф Виссарионович Джугашвили груз. იოსებ ბესარიონის ძე ჯუღაშვილი | 3 апреля 1922 | 26 апреля 1923 | • член Политического бюро Центрального комитета РКП(б) • Генеральный секретарь Центрального комитета РКП(б) • Народный комиссар по делам национальностей РСФСР • Народный комиссар рабоче-крестьянской инспекции РСФСР — до 6 мая 1922 | [ 34 ] [ 35 ] [ 36 ] |
|                                         | Михаил Павлович Томский (1880—1936) урожд. Михаил Павлович Ефремов                                               | 3 апреля 1922 | 26 апреля 1923 | • член Политического бюро Центрального комитета РКП(б) • секретарь Всероссийского центрального исполнительного комитета — до 28 декабря 1922 • секретарь Всероссийского центрального совета профессиональных союзов — до 17 сентября 1922 • Председатель Всероссийского центрального совета профессиональных союзов — с 22 сентября 1922 • член Совета труда и обороны РСФСР — с 1923 | [ 53 ] [ 54 ] [ 55 ] |
| Кандидаты в члены Организационного бюро | |               |                | |                      |
|                                         | Исаак Абрамович Зеленский (1890—1938)                                                                            | 3 апреля 1922 | 26 апреля 1923 | • Ответственный секретарь Московского губернского комитета РКП(б) | [ 91 ] [ 92 ] [ 93 ] |
|                                         | Михаил Иванович Калинин (1875—1946)                                                                              | 3 апреля 1922 | 26 апреля 1923 | • Председатель Всероссийского центрального исполнительного комитета • кандидат в члены Организационного бюро Центрального комитета РКП(б) • Председатель от РСФСР Центрального исполнительного комитета СССР — с 30 декабря 1922 | [ 22 ] [ 23 ] [ 24 ] |
|                                         | Ян Эрнестович Рудзутак (1887—1938) латыш. Jānis Rudzutaks                                                        | 3 апреля 1922 | 26 апреля 1923 | • член Президиума Всероссийского центрального совета профессиональных союзов • член Туркестанского бюро Центрального комитета РКП(б) — до 19 мая 1922 • член Среднеазиатского бюро Центрального комитета РКП(б) — с 19 мая 1922 • председатель Среднеазиатского бюро Центрального комитета РКП(б) — с 21 августа 1922                                                                 | [ 69 ] [ 70 ] [ 71 ] |

## Организационное бюро ЦК РКП(б) (1923)
Организационное бюро Центрального комитета РКП(б), избранное 26 апреля 1923 года Пленумом Центрального комитета РКП(б), избранного на состоявшемся в Москве с 17 по 25 апреля 1923 года XII съезде РКП(б).
| Портрет                                 | Имя (годы жизни)                                                                                                 | Полномочия       | Полномочия  | Другие должности | Пр.                     |
| Портрет                                 | Имя (годы жизни)                                                                                                 | Начало           | Окончание   | Другие должности | Пр.                     |
| --------------------------------------- | --- | ---------------- | ----------- | --- | ----------------------- |
|                                         | Андрей Андреевич Андреев (1895—1971)                                                                             | 26 апреля 1923   | 2 июня 1924 | • член Президиума Всероссийского центрального совета профессиональных союзов • Председатель Центрального комитета Союза железнодорожников — с октября 1922 • секретарь Центрального комитета РКП(б) — с 3 февраля 1924 | [ 85 ] [ 86 ] [ 87 ]    |
|                                         | Феликс Эдмундович Дзержинский (1877—1926) пол. Feliks Dzierżyński                                                | 26 апреля 1923   | 2 июня 1924 | • Народный комиссар внутренних дел РСФСР — до 6 июля 1923 • Народный комиссар путей сообщения РСФСР — до 6 июля 1923 • Председатель Государственного политического управления при НКВД РСФСР — до 2 ноября 1923 • представитель Центрального комитета РКП(б) в Центральной контрольной комиссии РКП(б) • Народный комиссар путей сообщения СССР — с 6 июля 1923 • член Совета труда и обороны СССР — с 17 июля 1923 • Председатель Объединённого государственного политического управления при Совете народных комиссаров СССР — со 2 ноября 1923 • Председатель Высшего совета народного хозяйства СССР — со 2 февраля 1924                                                              | [ 19 ] [ 20 ] [ 21 ]    |
|                                         | Григорий Евсеевич Зиновьев (1883—1936) урожд. Овсей-Гершон Аронович Радомысльский                                | 25 сентября 1923 | 2 июня 1924 | • член Политического бюро Центрального комитета РКП(б) • Председатель Исполнительного комитета Коммунистического интернационала • Председатель губернского Исполнительного комитета Петроградского совета рабочих, крестьянских и красноармейских депутатов (с 26 января 1924 — Ленинградского совета рабочих, крестьянских и красноармейских депутатов) | [ 95 ] [ 96 ] [ 97 ]    |
|                                         | Вячеслав Михайлович Молотов (1890—1986) урожд. Вячеслав Михайлович Скрябин                                       | 26 апреля 1923   | 2 июня 1924 | • кандидат в члены Политического бюро Центрального комитета РКП(б) • секретарь Центрального комитета РКП(б) | [ 66 ] [ 67 ] [ 68 ]    |
|                                         | Ян Эрнестович Рудзутак (1887—1938) латыш. Jānis Rudzutaks                                                        | 26 апреля 1923   | 2 июня 1924 | • член Президиума Всероссийского центрального совета профессиональных союзов • секретарь Центрального комитета РКП(б) — до 2 февраля 1924 • председатель Среднеазиатского бюро Центрального комитета РКП(б) | [ 69 ] [ 70 ] [ 71 ]    |
|                                         | Алексей Иванович Рыков (1881—1938)                                                                               | 26 апреля 1923   | 2 июня 1924 | • член Политического бюро Центрального комитета РКП(б) • заместитель Председателя Совета труда и обороны РСФСР — до 17 июля 1923 • заместитель Председателя Совета народных комиссаров РСФСР — до 2 февраля 1924 • Председатель Высшего совета народного хозяйства РСФСР — с 9 мая по 7 июля 1923 • заместитель Председателя Совета народных комиссаров СССР — с 6 июля 1923 по 2 февраля 1924 • Председатель Высшего совета народного хозяйства СССР — с 6 июля 1923 по 2 февраля 1924 • Председатель Совет труда и обороны СССР — с 17 июля 1923 • Председатель Совета народных комиссаров СССР — со 2 февраля 1924 • Председатель Совета народных комиссаров РСФСР — со 2 февраля 1924 | [ 50 ] [ 51 ] [ 52 ]    |
|                                         | Иосиф Виссарионович Сталин (1878—1953) урожд. Иосиф Виссарионович Джугашвили груз. იოსებ ბესარიონის ძე ჯუღაშვილი | 26 апреля 1923   | 2 июня 1924 | • член Политического бюро Центрального комитета РКП(б) • Генеральный секретарь Центрального комитета РКП(б) • Народный комиссар по делам национальностей РСФСР — до 7 июля 1923 | [ 34 ] [ 35 ] [ 36 ]    |
|                                         | Михаил Павлович Томский (1880—1936) урожд. Михаил Павлович Ефремов                                               | 26 апреля 1923   | 2 июня 1924 | • член Политического бюро Центрального комитета РКП(б) • Председатель Всероссийского центрального совета профессиональных союзов • член Совета труда и обороны РСФСР — до 17 июля 1923 • член Совета труда и обороны СССР — с 17 июля 1923 | [ 53 ] [ 54 ] [ 55 ]    |
|                                         | Лев Давидович Троцкий (1879—1940) урожд. Лев Давидович Бронштейн                                                 | 25 сентября 1923 | 2 июня 1924 | • член Политического бюро Центрального комитета РКП(б) • Народный комиссар по военным делам РСФСР — до 12 ноября 1923 • Народный комиссар по морским делам РСФСР — до 12 ноября 1923 • Председатель Революционного военного совета республики — до 28 августа 1923 • кандидат в члены Исполнительного комитета Коммунистического интернационала • Председатель Революционного военного совета СССР — с 28 августа 1923 • Народный комиссар по военным и морским делам СССР — с 12 ноября 1923 | [ 40 ] [ 41 ] [ 42 ]    |
| Кандидаты в члены Организационного бюро | |                  |             | |                         |
|                                         | Николай Иванович Бухарин (1888—1938)                                                                             | 25 сентября 1923 | 2 июня 1924 | • кандидат в члены Политического бюро Центрального комитета РКП(б) • главный редактор газеты «Правда» • член Президиума Исполнительного комитета Коммунистического интернационала | [ 98 ] [ 99 ] [ 100 ]   |
|                                         | Исаак Абрамович Зеленский (1890—1938)                                                                            | 26 апреля 1923   | 2 июня 1924 | • Ответственный секретарь Московского губернского комитета РКП(б) • кандидат в члены Секретариата Центрального комитета РКП(б) — с 14 июня 1923 | [ 91 ] [ 92 ] [ 93 ]    |
|                                         | Михаил Иванович Калинин (1875—1946)                                                                              | 26 апреля 1923   | 2 июня 1924 | • кандидат в члены Политического бюро Центрального комитета РКП(б) • Председатель Всероссийского центрального исполнительного комитета • Председатель от РСФСР Центрального исполнительного комитета СССР | [ 22 ] [ 23 ] [ 24 ]    |
|                                         | Иван Иванович Коротков (1885—1949)                                                                               | 25 сентября 1923 | 2 июня 1924 | • заведующий Организационно-инструкторским отделом Центрального комитета РКП(б) — до 10 марта 1924 | [ 101 ] [ 102 ] [ 103 ] |
|                                         | Василий Михайлович Михайлов (1894—1937)                                                                          | 26 апреля 1923   | 2 июня 1924 | • Ответственный секретарь Замоскворецкого районного комитета РКП(б) города Москвы • кандидат в члены Секретариата Центрального комитета РКП(б) — с 14 июня 1923 | [ 63 ] [ 64 ] [ 65 ]    |

## Организационное бюро ЦК РКП(б) (1924)
Организационное бюро Центрального комитета РКП(б), избранное 2 июня 1924 года Пленумом Центрального комитета РКП(б), избранного на состоявшемся в Москве с 23 по 31 мая 1924 года XIII съезде РКП(б).
| Портрет                                 | Имя (годы жизни)                                                                                                 | Полномочия      | Полномочия      | Другие должности | Пр.                     |
| Портрет                                 | Имя (годы жизни)                                                                                                 | Начало          | Окончание       | Другие должности | Пр.                     |
| --------------------------------------- | --- | --------------- | --------------- | --- | ----------------------- |
|                                         | Андрей Андреевич Андреев (1895—1971)                                                                             | 2 июня 1924     | 1 января 1926   | • Председатель Центрального комитета Союза железнодорожников • секретарь Центрального комитета РКП(б) • член Президиума Всероссийского центрального совета профессиональных союзов — до 11 ноября 1924 • член Президиума Всесоюзного центрального совета профессиональных союзов — с 11 ноября 1924 | [ 85 ] [ 86 ] [ 87 ]    |
|                                         | Андрей Сергеевич Бубнов (1884—1938)                                                                              | 2 июня 1924     | 1 января 1926   | • Начальник Политического управления Рабоче-крестьянской Красной армии • Ответственный редактор газеты «Красная звезда» • член Революционного военного совета СССР • секретарь Центрального комитета РКП(б) — с 30 апреля 1925 | [ 105 ] [ 106 ] [ 107 ] |
|                                         | Климент Ефремович Ворошилов (1881—1969)                                                                          | 2 июня 1924     | 1 января 1926   | •командующий войсками Московского военного округа — до января 1925 • заместитель Председателя Революционного военного совета СССР — с 26 января по 6 ноября 1925 • заместитель Народного комиссара по военным и морским делам СССР — с 26 января по 6 ноября 1925 • Председатель Революционного военного совета СССР — с 6 ноября 1925 • Народный комиссар по военным и морским делам СССР — с 6 ноября 1925                                                                                              | [ 108 ] [ 109 ] [ 110 ] |
|                                         | Александр Иванович Догадов (1888—1937)                                                                           | 2 июня 1924     | 1 января 1926   | • секретарь Всероссийского центрального совета профессиональных союзов — до 11 ноября 1924 • член Президиума Всероссийского центрального совета профессиональных союзов — до 11 ноября 1924 • секретарь Всесоюзного центрального совета профессиональных союзов — с 11 ноября 1924 • член Президиума Всесоюзного центрального совета профессиональных союзов — с 11 ноября 1924 | [ 111 ] [ 112 ] [ 113 ] |
|                                         | Исаак Абрамович Зеленский (1890—1938)                                                                            | 2 июня 1924     | 20 августа 1924 | • Ответственный секретарь Московского губернского комитета РКП(б) • секретарь Центрального комитета РКП(б) | [ 91 ] [ 92 ] [ 93 ]    |
|                                         | Лазарь Моисеевич Каганович (1893—1991)                                                                           | 2 июня 1924     | 1 января 1926   | • секретарь Центрального комитета РКП(б) — до 30 апреля 1925 • Генеральный секретарь Центрального комитета КП(б) Украины — с 7 апреля 1925 • член Политического бюро Центрального комитета КП(б) Украины — с 7 апреля 1925 • член Организационного бюро Центрального комитета КП(б) Украины — с 7 апреля 1925 | [ 114 ] [ 115 ] [ 116 ] |
|                                         | Михаил Иванович Калинин (1875—1946)                                                                              | 2 июня 1924     | 1 января 1926   | • кандидат в члены Политического бюро Центрального комитета РКП(б) • Председатель Всероссийского центрального исполнительного комитета • Председатель от РСФСР Центрального исполнительного комитета СССР | [ 22 ] [ 23 ] [ 24 ]    |
|                                         | Вячеслав Михайлович Молотов (1890—1986) урожд. Вячеслав Михайлович Скрябин                                       | 2 июня 1924     | 1 января 1926   | • кандидат в члены Политического бюро Центрального комитета РКП(б) • секретарь Центрального комитета РКП(б) | [ 66 ] [ 67 ] [ 68 ]    |
|                                         | Клавдия Ивановна Николаева (1893—1944)                                                                           | 2 июня 1924     | 1 января 1926   | • кандидат в члены Секретариата Центрального комитета РКП(б) | [ 117 ] [ 118 ] [ 119 ] |
|                                         | Александр Петрович Смирнов (1877—1938)                                                                           | 2 июня 1924     | 1 января 1926   | • Народный комиссар земледелия РСФСР • генеральный секретарь Крестьянского интернационала | [ 120 ] [ 121 ] [ 122 ] |
|                                         | Иосиф Виссарионович Сталин (1878—1953) урожд. Иосиф Виссарионович Джугашвили груз. იოსებ ბესარიონის ძე ჯუღაშვილი | 2 июня 1924     | 1 января 1926   | • Генеральный секретарь Центрального комитета РКП(б) • член Политического бюро Центрального комитета РКП(б) • член Президиума Исполнительного комитета Коммунистического интернационала — с июля 1924 | [ 34 ] [ 35 ] [ 36 ]    |
|                                         | Николай Александрович Угланов (1886—1937)                                                                        | 20 августа 1924 | 1 января 1926   | • секретарь Центрального комитета РКП(б) • Ответственный секретарь Московского губернского комитета РКП(б) — с сентября 1924 | [ 123 ] [ 124 ] [ 125 ] |
| Кандидаты в члены Организационного бюро | |                 |                 | |                         |
|                                         | Николай Кириллович Антипов (1894—1938)                                                                           | 2 июня 1924     | 1 января 1926   | • кандидат в члены Секретариата Центрального комитета РКП(б) — с 12 июня 1924 • 1-й секретарь Уральского областного комитета РКП(б) — с июля 1925 | [ 126 ] [ 127 ] [ 128 ] |
|                                         | Феликс Эдмундович Дзержинский (1877—1926) пол. Feliks Dzierżyński                                                | 2 июня 1924     | 1 января 1926   | • кандидат в члены Политического бюро Центрального комитета РКП(б) • Председатель Объединённого государственного политического управления при Совете народных комиссаров СССР • Председатель Высшего совета народного хозяйства СССР | [ 19 ] [ 20 ] [ 21 ]    |
|                                         | Иван Иванович Лепсе (1889—1929) латыш. Jānis Lepse                                                               | 2 июня 1924     | 1 января 1926   | • Председатель Центрального комитета Союза металлистов • член Президиума Всероссийского центрального совета профессиональных союзов — до 11 ноября 1924 • член Исполнительного бюро Красного интернационала профессиональных союзов • член Президиума Всесоюзного центрального совета профессиональных союзов — с 11 ноября 1924 | [ 129 ] [ 130 ] [ 131 ] |
|                                         | Михаил Павлович Томский (1880—1936) урожд. Михаил Павлович Ефремов                                               | 2 июня 1924     | 1 января 1926   | • член Политического бюро Центрального комитета РКП(б) • Председатель Всероссийского центрального совета профессиональных союзов — до 11 ноября 1924 • член Совета труда и обороны СССР • Председатель Всесоюзного центрального совета профессиональных союзов — с 11 ноября 1924 | [ 53 ] [ 54 ] [ 55 ]    |
|                                         | Михаил Васильевич Фрунзе (1885—1925) урожд. Михаил Васильевич Фрунзеэ                                            | 2 июня 1924     | 31 октября 1925 | • кандидат в члены Политического бюро Центрального комитета РКП(б) • начальник Штаба Рабоче-крестьянской Красной армии — по 26 января 1925 • Начальник Военной академии РККА — по 26 января 1925 • кандидат в члены Президиума Исполнительного комитета Коммунистического интернационала — с июля 1924 • Народный комиссар по военным и морским делам СССР — с 26 января 1925 • Председатель Революционного военного совета СССР — с 26 января 1925 • член Совета труда и обороны СССР — с 26 января 1925 | [ 132 ] [ 133 ] [ 134 ] |
|                                         | Николай Павлович Чаплин (1902—1938)                                                                              | 2 июня 1924     | 1 января 1926   | • секретарь Центрального комитета Ленинского коммунистического союза молодёжи — до 16 марта 1925 • Генеральный секретарь Центрального комитета Ленинского коммунистического союза молодёжи — с 16 марта 1925 | [ 135 ] [ 136 ] [ 137 ] |

## Организационное бюро ЦК ВКП(б) (1926)
Организационное бюро Центрального комитета ВКП(б), избранное 1 января 1926 года Пленумом Центрального комитета ВКП(б), избранного на состоявшемся в Москве с 18 по 31 декабря 1925 года XIV съезде РКП(б).
| Портрет                                 | Имя (годы жизни)                                                                                                 | Полномочия      | Полномочия      | Другие должности | Пр.                     |
| Портрет                                 | Имя (годы жизни)                                                                                                 | Начало          | Окончание       | Другие должности | Пр.                     |
| --------------------------------------- | --- | --------------- | --------------- | --- | ----------------------- |
|                                         | Андрей Андреевич Андреев (1895—1971)                                                                             | 1 января 1926   | 19 декабря 1927 | • Председатель ЦК Союза железнодорожников — до 1927 • кандидат в члены Политического бюро Центрального комитета ВКП(б) — с 12 июля 1926 | [ 85 ] [ 86 ] [ 87 ]    |
|                                         | Александра Васильевна Артюхина (1889—1969) в дев. Александра Васильевна Афанасенкова                             | 1 января 1926   | 19 декабря 1927 | • кандидат в члены Секретариата Центрального комитета ВКП(б) | [ 139 ] [ 140 ] [ 141 ] |
|                                         | Андрей Сергеевич Бубнов (1884—1938)                                                                              | 1 января 1926   | 19 декабря 1927 | • кандидат в члены Секретариата Центрального комитета ВКП(б) • Начальник Политического управления Рабоче-крестьянской Красной армии • Ответственный редактор газеты «Красная звезда» • член Революционного военного совета СССР                                                                                              | [ 105 ] [ 106 ] [ 107 ] |
|                                         | Александр Иванович Догадов (1888—1937)                                                                           | 1 января 1926   | 19 декабря 1927 | • секретарь Всесоюзного центрального совета профессиональных союзов • член Президиума Всесоюзного центрального совета профессиональных союзов | [ 111 ] [ 112 ] [ 113 ] |
|                                         | Григорий Еремеевич Евдокимов (1884—1936)                                                                         | 1 января 1926   | 9 апреля 1926   | • Ответственный секретарь Ленинградского губернского комитета ВКП(б) — до 8 января 1926 • секретарь Центрального комитета ВКП(б) | [ 142 ] [ 143 ] [ 144 ] |
|                                         | Эммануил Ионович Квиринг (1888—1937)                                                                             | 1 января 1926   | 17 февраля 1927 | • член Совета труда и обороны СССР • начальник Главного экономического управления Высшего совета народного хозяйства СССР — до 21 июля 1926 • 2-й заместитель Председателя Высшего совета народного хозяйства СССР — до 21 июля 1926 • 1-й заместитель Председателя Высшего совета народного хозяйства СССР — с 21 июля 1926 | [ 145 ] [ 146 ] [ 147 ] |
|                                         | Станислав Викентьевич Косиор (1889—1939) пол. Stanisław Kosior                                                   | 1 января 1926   | 19 декабря 1927 | • секретарь Центрального комитета ВКП(б) • 1-й секретарь Сибирского краевого комитета ВКП(б) — до марта 1926 | [ 148 ] [ 149 ] [ 150 ] |
|                                         | Николай Афанасьевич Кубяк (1881—1937)                                                                            | 17 февраля 1927 | 19 декабря 1927 | • секретарь Центрального комитета ВКП(б) | [ 151 ] [ 152 ] [ 153 ] |
|                                         | Вячеслав Михайлович Молотов (1890—1986) урожд. Вячеслав Михайлович Скрябин                                       | 1 января 1926   | 19 декабря 1927 | • член Политического бюро Центрального комитета ВКП(б) • секретарь Центрального комитета ВКП(б) • кандидат в члены Президиума Исполнительного комитета Коммунистического интернационала — с декабря 1926 • кандидат в члены Секретариата Исполнительного комитета Коммунистического интернационала — с декабря 1926          | [ 66 ] [ 67 ] [ 68 ]    |
|                                         | Моисей Львович Рухимович (1889—1938)                                                                             | 17 февраля 1927 | 19 декабря 1927 | • 1-й заместитель Председателя Высшего совета народного хозяйства СССР | [ 154 ] [ 155 ] [ 156 ] |
|                                         | Александр Петрович Смирнов (1877—1938)                                                                           | 1 января 1926   | 19 декабря 1927 | • Народный комиссар земледелия РСФСР • генеральный секретарь Крестьянского интернационала • заместитель Председателя Совета народных комиссаров РСФСР | [ 120 ] [ 121 ] [ 122 ] |
|                                         | Иосиф Виссарионович Сталин (1878—1953) урожд. Иосиф Виссарионович Джугашвили груз. იოსებ ბესარიონის ძე ჯუღაშვილი | 1 января 1926   | 19 декабря 1927 | • Генеральный секретарь Центрального комитета ВКП(б) • член Политического бюро Центрального комитета ВКП(б) • член Президиума Исполнительного комитета Коммунистического интернационала | [ 34 ] [ 35 ] [ 36 ]    |
|                                         | Даниил Егорович Сулимов (1890—1937)                                                                              | 17 февраля 1927 | 19 декабря 1927 | • 1-й секретарь Уральского областного комитета ВКП(б) — до марта 1927 • 1-й заместитель Народного комиссара путей сообщения СССР — с 22 февраля 1927 | [ 157 ] [ 158 ] [ 159 ] |
|                                         | Николай Александрович Угланов (1886—1937)                                                                        | 1 января 1926   | 19 декабря 1927 | • кандидат в члены Политического бюро Центрального комитета ВКП(б) • секретарь Центрального комитета ВКП(б) • Ответственный секретарь Московского губернского комитета ВКП(б) | [ 123 ] [ 124 ] [ 125 ] |
|                                         | Николай Михайлович Шверник (1888—1970)                                                                           | 9 апреля 1926   | 17 февраля 1927 | • секретарь Центрального комитета ВКП(б) | [ 160 ] [ 161 ] [ 162 ] |
| Кандидаты в члены Организационного бюро | |                 |                 | |                         |
|                                         | Иван Иванович Лепсе (1889—1929) латыш. Jānis Lepse                                                               | 1 января 1926   | 19 декабря 1927 | • Председатель Центрального комитета Союза металлистов • член Исполнительного бюро Красного интернационала профессиональных союзов • член Президиума Всесоюзного центрального совета профессиональных союзов • член Президиума Высшего совета народного хозяйства СССР — с 1926                                              | [ 129 ] [ 130 ] [ 131 ] |
|                                         | Семён Семёнович Лобов (1889—1937)                                                                                | 17 февраля 1927 | 19 декабря 1927 | • Председатель Высшего совета народного хозяйства РСФСР • заместитель Председателя Высшего совета народного хозяйства СССР • Председатель Главного электротехнического управления Высшего совета народного хозяйства СССР | [ 163 ] [ 164 ] [ 165 ] |
|                                         | Василий Михайлович Михайлов (1894—1937)                                                                          | 1 января 1926   | 19 декабря 1927 | • председатель Московского городского Совета профессиональных союзов | [ 63 ] [ 64 ] [ 65 ]    |
|                                         | Константин Васильевич Уханов (1891—1937)                                                                         | 1 января 1926   | 19 декабря 1927 | • Председатель губернского Исполнительного комитета Московского совета рабочих, крестьянских и красноармейских депутатов — с 7 мая 1926 | [ 166 ] [ 167 ] [ 168 ] |
|                                         | Николай Павлович Чаплин (1902—1938)                                                                              | 1 января 1926   | 19 декабря 1927 | • Генеральный секретарь Центрального комитета Ленинского коммунистического союза молодёжи — до 23 марта 1926 • Генеральный секретарь Центрального комитета Всесоюзного ленинского коммунистического союза молодёжи — с 23 марта 1926                                                                                         | [ 135 ] [ 136 ] [ 137 ] |
|                                         | Василий Владимирович Шмидт (1886—1938)                                                                           | 1 января 1926   | 19 декабря 1927 | • член Президиума Всероссийского центрального совета профессиональных союзов • Народный комиссар труда СССР | [ 81 ] [ 82 ] [ 83 ]    |

## Организационное бюро ЦК ВКП(б) (1927)
Организационное бюро Центрального комитета ВКП(б), избранное 19 декабря 1927 года Пленумом Центрального комитета ВКП(б), избранного на состоявшемся в Москве со 2 по 19 декабря 1927 года XV съезде ВКП(б).
| Портрет                                 | Имя (годы жизни)                                                                                                 | Полномочия      | Полномочия     | Другие должности | Пр.                     |
| Портрет                                 | Имя (годы жизни)                                                                                                 | Начало          | Окончание      | Другие должности | Пр.                     |
| --------------------------------------- | --- | --------------- | -------------- | --- | ----------------------- |
|                                         | Андрей Андреевич Андреев (1895—1971)                                                                             | 19 декабря 1927 | 11 апреля 1928 | • кандидат в члены Политического бюро Центрального комитета ВКП(б) • 1-й секретарь Северо-Кавказского краевого комитета ВКП(б) — с января 1928 | [ 85 ] [ 86 ] [ 87 ]    |
|                                         | Александра Васильевна Артюхина (1889—1969) в дев. Александра Васильевна Афанасенкова                             | 19 декабря 1927 | 13 июля 1930   | • кандидат в члены Секретариата Центрального комитета ВКП(б) | [ 139 ] [ 140 ] [ 141 ] |
|                                         | Карл Янович Бауман (1892—1937) латыш. Kārlis Baumanis                                                            | 11 апреля 1928  | 13 июля 1930   | • кандидат в члены Секретариата Центрального комитета ВКП(б) — до 29 апреля 1929 • кандидат в члены Политического бюро Центрального комитета ВКП(б) — с 29 апреля 1929 • секретарь Центрального комитета ВКП(б) — с 29 апреля 1929 • Ответственный секретарь Московского губернского комитета ВКП(б) — с 6 апреля по 14 сентября 1929 • Председатель Организационного бюро ЦК ВКП(б) по Центрально-Промышленной (Московской) области — с 1 апреля по 14 сентября 1929 • 1-й секретарь Московского областного комитета ВКП(б) — с 18 сентября 1929 по 22 апреля 1930                                             | [ 170 ] [ 171 ] [ 172 ] |
|                                         | Андрей Сергеевич Бубнов (1884—1938)                                                                              | 19 декабря 1927 | 13 июля 1930   | • кандидат в члены Секретариата Центрального комитета ВКП(б) • Начальник Политического управления Рабоче-крестьянской Красной армии — до 1 октября 1929 • Ответственный редактор газеты «Красная звезда» — до 1 октября 1929 • член Революционного военного совета СССР — до 1 октября 1929 • Народный комиссар просвещения РСФСР — с 12 сентября 1929 | [ 105 ] [ 106 ] [ 107 ] |
|                                         | Ян Борисович Гамарник (1894—1937) урожд. Яков Цудикович Гамарник                                                 | 17 ноября 1929  | 13 июля 1930   | • член Революционного военного совета СССР • начальник Политического управления Рабоче-крестьянской Красной армии • ответственный редактор газеты «Красная Звезда» • заместитель Председателя Революционного военного совета СССР — со 2 июня 1930 • 1-й заместитель Народного комиссара по военным и морским делам СССР — со 2 июня 1930 | [ 173 ] [ 174 ] [ 175 ] |
|                                         | Александр Иванович Догадов (1888—1937)                                                                           | 19 декабря 1927 | 13 июля 1930   | • секретарь Всесоюзного центрального совета профессиональных союзов — до 1 июня 1929 • член Президиума Всесоюзного центрального совета профессиональных союзов — до 19 мая 1930 • 1-й секретарь Всесоюзного центрального совета профессиональных союзов — с 1 июня 1929 по 19 мая 1930 | [ 111 ] [ 112 ] [ 113 ] |
|                                         | Лазарь Моисеевич Каганович (1893—1991)                                                                           | 12 июля 1928    | 13 июля 1930   | • кандидат в члены Политического бюро Центрального комитета ВКП(б) • секретарь Центрального комитета ВКП(б) • 1-й секретарь Московского областного комитета ВКП(б) — с 22 апреля 1930 | [ 114 ] [ 115 ] [ 116 ] |
|                                         | Станислав Викентьевич Косиор (1889—1939) пол. Stanisław Kosior                                                   | 19 декабря 1927 | 12 июля 1928   | • кандидат в члены Политического бюро Центрального комитета ВКП(б) • секретарь Центрального комитета ВКП(б) | [ 148 ] [ 149 ] [ 150 ] |
|                                         | Николай Афанасьевич Кубяк (1881—1937)                                                                            | 19 декабря 1927 | 13 июля 1930   | • секретарь Центрального комитета ВКП(б) • Народный комиссар земледелия РСФСР — с 16 февраля 1928 | [ 151 ] [ 152 ] [ 153 ] |
|                                         | Вячеслав Михайлович Молотов (1890—1986) урожд. Вячеслав Михайлович Скрябин                                       | 19 декабря 1927 | 13 июля 1930   | • член Политического бюро Центрального комитета ВКП(б) • секретарь Центрального комитета ВКП(б) • кандидат в члены Президиума Исполнительного комитета Коммунистического интернационала — до июля 1928 • кандидат в члены Секретариата Исполнительного комитета Коммунистического интернационала — до июля 1928 • член Президиума Исполнительного комитета Коммунистического интернационала — с 3 сентября 1928 • секретарь Исполнительного комитета Коммунистического интернационала — с 3 сентября 1928 • Ответственный секретарь Московского губернского комитета ВКП(б) — с 27 ноября 1928 по 6 апреля 1929 | [ 66 ] [ 67 ] [ 68 ]    |
|                                         | Иван Михайлович Москвин (1890—1937)                                                                              | 19 декабря 1927 | 13 июля 1930   | • кандидат в члены Секретариата Центрального комитета ВКП(б) | [ 176 ] [ 177 ] [ 178 ] |
|                                         | Моисей Львович Рухимович (1889—1938)                                                                             | 19 декабря 1927 | 13 июля 1930   | • 1-й заместитель Председателя Высшего совета народного хозяйства СССР — до 1928 • заместитель Председателя Высшего совета народного хозяйства СССР — с 1928 по 1930 • Народный комиссар путей сообщения СССР — с 11 июня 1930 | [ 154 ] [ 155 ] [ 156 ] |
|                                         | Александр Петрович Смирнов (1877—1938)                                                                           | 19 декабря 1927 | 13 июля 1930   | • Народный комиссар земледелия РСФСР — до 16 февраля 1928 • генеральный секретарь Крестьянского интернационала — до 1928 • заместитель Председателя Совета народных комиссаров РСФСР — до 20 февраля 1928 • 1-й заместитель Председателя Совета народных комиссаров РСФСР — с 20 февраля 1928 по 3 ноября 1929 • секретарь Центрального комитета ВКП(б) — с 11 апреля 1928 | [ 120 ] [ 121 ] [ 122 ] |
|                                         | Иосиф Виссарионович Сталин (1878—1953) урожд. Иосиф Виссарионович Джугашвили груз. იოსებ ბესარიონის ძე ჯუღაშვილი | 19 декабря 1927 | 13 июля 1930   | • Генеральный секретарь Центрального комитета ВКП(б) • член Политического бюро Центрального комитета ВКП(б) • член Президиума Исполнительного комитета Коммунистического интернационала | [ 34 ] [ 35 ] [ 36 ]    |
|                                         | Даниил Егорович Сулимов (1890—1937)                                                                              | 19 декабря 1927 | 13 июля 1930   | • 1-й заместитель Народного комиссара путей сообщения СССР | [ 157 ] [ 158 ] [ 159 ] |
|                                         | Николай Александрович Угланов (1886—1937)                                                                        | 19 декабря 1927 | 29 апреля 1929 | • кандидат в члены Политического бюро Центрального комитета ВКП(б) • Ответственный секретарь Московского губернского комитета ВКП(б) — до 27 ноября 1928 • секретарь Центрального комитета ВКП(б) • Народный комиссар труда СССР — с 29 ноября 1928 | [ 123 ] [ 124 ] [ 125 ] |
| Кандидаты в члены Организационного бюро | |                 |                | |                         |
|                                         | Николай Кириллович Антипов (1894—1938)                                                                           | 11 апреля 1928  | 13 июля 1930   | • 1-й секретарь Ленинградского областного комитета ВКП(б) — до февраля 1928 • Народный комиссар почт и телеграфов СССР — с 16 января 1928 | [ 126 ] [ 127 ] [ 128 ] |
|                                         | Василий Афанасьевич Котов (1885—1937)                                                                            | 19 декабря 1927 | 13 июля 1930   | • член Секретариата Московского губернского комитета ВКП(б) — до ноября 1928 • член коллегии Народного комиссариата труда СССР — с марта 1929 • заведующий Центральным бюро социального страхования Всесоюзного центрального совета профессиональных союзов — с марта 1929 | [ 179 ] [ 180 ] [ 181 ] |
|                                         | Иван Иванович Лепсе (1889—1929) латыш. Jānis Lepse                                                               | 19 декабря 1927 | 6 октября 1929 | • Председатель Центрального комитета Союза металлистов • член Исполнительного бюро Красного интернационала профессиональных союзов • член Президиума Всесоюзного центрального совета профессиональных союзов • член Президиума Высшего совета народного хозяйства СССР | [ 129 ] [ 130 ] [ 131 ] |
|                                         | Семён Семёнович Лобов (1889—1937)                                                                                | 19 декабря 1927 | 13 июля 1930   | • Председатель Высшего совета народного хозяйства РСФСР — до 9 июля 1930 • заместитель Председателя Высшего совета народного хозяйства СССР • Председатель Главного электротехнического управления Высшего совета народного хозяйства СССР | [ 163 ] [ 164 ] [ 165 ] |
|                                         | Василий Михайлович Михайлов (1894—1937)                                                                          | 19 декабря 1927 | 13 июля 1930   | • председатель Московского городского Совета профессиональных союзов — до 1929 • 1-й заместитель начальника строительства «Днепрогэса» — с 1929 | [ 63 ] [ 64 ] [ 65 ]    |
|                                         | Константин Васильевич Уханов (1891—1937)                                                                         | 19 декабря 1927 | 13 июля 1930   | • Председатель губернского Исполнительного комитета Московского совета рабочих, крестьянских и красноармейских депутатов — до 19 сентября 1929 • Председатель Организационного комитета Президиума Всероссийского центрального исполнительного комитета по Московской области — с 28 апреля по 19 сентября 1929 • Председатель Исполнительного комитета Московского областного совета рабочих, крестьянских и красноармейских депутатов — с 23 сентября 1929 | [ 166 ] [ 167 ] [ 168 ] |
|                                         | Николай Павлович Чаплин (1902—1938)                                                                              | 19 декабря 1927 | 13 июля 1930   | • Генеральный секретарь Центрального комитета Всесоюзного ленинского коммунистического союза молодёжи — до 5 мая 1928 • 2-й секретарь Закавказского краевого комитета ВКП(б) — с 8 мая 1930 | [ 135 ] [ 136 ] [ 137 ] |
|                                         | Николай Михайлович Шверник (1888—1970)                                                                           | 17 ноября 1929  | 13 июля 1930   | • член Президиума Всероссийского центрального совета профессиональных союзов • Председатель Центрального комитета Союза металлистов — до 1930 • 1-й секретарь Всероссийского центрального совета профессиональных союзов — с 19 мая 1930 | [ 160 ] [ 161 ] [ 162 ] |
|                                         | Василий Владимирович Шмидт (1886—1938)                                                                           | 19 декабря 1927 | 13 июля 1930   | • член Президиума Всероссийского центрального совета профессиональных союзов — до 10 декабря 1928 • Народный комиссар труда СССР — до 29 ноября 1928 • заместитель Председателя Совета народных комиссаров СССР — с 11 августа 1928 • заместитель Председателя Совета труда и обороны СССР — с 11 августа 1928 | [ 81 ] [ 82 ] [ 83 ]    |

## Организационное бюро ЦК ВКП(б) (1930)
Организационное бюро Центрального комитета ВКП(б), избранное 13 июля 1930 года Пленумом Центрального комитета ВКП(б), избранного на состоявшемся в Москве с 26 июня по 13 июля 1930 года XVI съезде ВКП(б).
| Портрет                                 | Имя (годы жизни)                                                                                                 | Полномочия   | Полномочия      | Другие должности | Пр.                     |
| Портрет                                 | Имя (годы жизни)                                                                                                 | Начало       | Окончание       | Другие должности | Пр.                     |
| --------------------------------------- | --- | ------------ | --------------- | --- | ----------------------- |
|                                         | Иван Алексеевич Акулов (1890—1937)                                                                               | 13 июля 1930 | 2 октября 1932  | • заместитель Народного комиссара Рабоче-крестьянской инспекции СССР — до июля 1931 • член Президиума Центральной контрольной комиссии ВКП(б) — до 9 октября 1931 • 1-й заместитель Председателя Объединённого государственного политического управления при Совете народных комиссаров СССР — с 31 июля 1931 • 1-й секретарь Донецкого областного комитета КП(б) Украины — с 19 сентября 1932 | [ 183 ] [ 184 ] [ 185 ] |
|                                         | Карл Янович Бауман (1892—1937) латыш. Kārlis Baumanis                                                            | 13 июля 1930 | 2 октября 1932  | • секретарь Центрального комитета ВКП(б) • 1-й секретарь Среднеазиатского бюро ЦК ВКП(б) — с 1931 | [ 170 ] [ 171 ] [ 172 ] |
|                                         | Андрей Сергеевич Бубнов (1884—1938)                                                                              | 13 июля 1930 | 10 февраля 1934 | • Народный комиссар просвещения РСФСР | [ 105 ] [ 106 ] [ 107 ] |
|                                         | Ян Борисович Гамарник (1894—1937) урожд. Яков Цудикович Гамарник                                                 | 13 июля 1930 | 10 февраля 1934 | • начальник Политического управления Рабоче-крестьянской Красной армии • член Революционного военного совета СССР • заместитель Председателя Революционного военного совета СССР • 1-й заместитель Народного комиссара по военным и морским делам СССР | [ 173 ] [ 174 ] [ 175 ] |
|                                         | Лазарь Моисеевич Каганович (1893—1991)                                                                           | 13 июля 1930 | 10 февраля 1934 | • член Политического бюро Центрального комитета ВКП(б) • секретарь Центрального комитета ВКП(б) • 1-й секретарь Московского областного комитета ВКП(б) • 1-й секретарь Московского городского комитета ВКП(б) — с 25 февраля 1931 по 16 января 1934 • Председатель Центральной комиссии ВКП(б) по проверке партийных рядов — с 28 апреля 1933 | [ 114 ] [ 115 ] [ 116 ] |
|                                         | Семён Семёнович Лобов (1889—1937)                                                                                | 13 июля 1930 | 10 февраля 1934 | заместитель Народного комиссара снабжения СССР — с декабря 1930 по 5 января 1932 • Народный комиссар лесной промышленности СССР — с 5 января 1932 | [ 163 ] [ 164 ] [ 165 ] |
|                                         | Вячеслав Михайлович Молотов (1890—1986) урожд. Вячеслав Михайлович Скрябин                                       | 13 июля 1930 | 21 декабря 1930 | • член Политического бюро Центрального комитета ВКП(б) • секретарь Центрального комитета ВКП(б) • член Президиума Исполнительного комитета Коммунистического интернационала • секретарь Исполнительного комитета Коммунистического интернационала • Председатель Совета народных комиссаров СССР — с 19 декабря 1930 • Председатель Совета труда и обороны СССР — с 19 декабря 1930 | [ 66 ] [ 67 ] [ 68 ]    |
|                                         | Иван Михайлович Москвин (1890—1937)                                                                              | 13 июля 1930 | 10 февраля 1934 | • кандидат в члены Секретариата Центрального комитета ВКП(б) • заместитель Председателя и начальник Сектора кадров Высшего совета народного хозяйства СССР — с ноября 1930 по февраль 1932 | [ 176 ] [ 177 ] [ 178 ] |
|                                         | Павел Петрович Постышев (1887—1939)                                                                              | 13 июля 1930 | 10 февраля 1934 | • секретарь Центрального комитета ВКП(б) • Ответственный секретарь Харьковского окружного комитета КП(б) Украины — до 17 июля 1930 • секретарь Центрального комитета КП(б) Украины — до 22 июля 1930 • член Политического бюро Центрального комитета КП(б) Украины — до 22 июля 1930 и с 22 января 1933 • член Организационного бюро Центрального комитета КП(б) Украины — до 22 июля 1930 и с 22 января 1933 • 1-й секретарь Харьковского областного комитета КП(б) Украины — с 22 января 1933 • 2-й секретарь Центрального комитета КП(б) Украины — с 22 января 1933 | [ 186 ] [ 187 ] [ 188 ] |
|                                         | Иосиф Виссарионович Сталин (1878—1953) урожд. Иосиф Виссарионович Джугашвили груз. იოსებ ბესარიონის ძე ჯუღაშვილი | 13 июля 1930 | 10 февраля 1934 | • Генеральный секретарь Центрального комитета ВКП(б) • член Политического бюро Центрального комитета ВКП(б) • член Президиума Исполнительного комитета Коммунистического интернационала | [ 34 ] [ 35 ] [ 36 ]    |
|                                         | Николай Михайлович Шверник (1888—1970)                                                                           | 13 июля 1930 | 10 февраля 1934 | • кандидат в члены Секретариата Центрального комитета ВКП(б) • 1-й секретарь Всесоюзного центрального совета профессиональных союзов • член Президиума Всесоюзного центрального совета профессиональных союзов | [ 160 ] [ 161 ] [ 162 ] |
| Кандидаты в члены Организационного бюро | |              |                 | |                         |
|                                         | Александр Иванович Догадов (1888—1937)                                                                           | 13 июля 1930 | 2 октября 1932  | • заместитель Председателя Высшего совета народного хозяйства СССР — до 1931 • Председатель Закавказской краевой контрольной комиссии ВКП(б) — с 1931 • Народный комиссар Рабоче-крестьянской инспекции ЗСФСР — с 1931 | [ 111 ] [ 112 ] [ 113 ] |
|                                         | Александр Васильевич Косарев (1903—1939)                                                                         | 13 июля 1930 | 10 февраля 1934 | • Генеральный секретарь Центрального комитета Всесоюзного ленинского коммунистического союза молодёжи | [ 189 ] [ 190 ] [ 191 ] |
|                                         | Александр Петрович Смирнов (1877—1938)                                                                           | 13 июля 1930 | 12 января 1933  | • член Президиума Высшего совета народного хозяйства СССР — до 1931 • Председатель Всесоюзного совета по делам коммунального хозяйства при Центральном исполнительном комитете СССР — с 1931 | [ 120 ] [ 121 ] [ 122 ] |
|                                         | Антон Михайлович Цихон (1903—1939)                                                                               | 13 июля 1930 | 10 февраля 1934 | • народный комиссар труда СССР — с 3 августа 1930 по 23 июня 1933 • Председатель Центрального комитета Союза железнодорожников — с 1933 | [ 192 ] [ 193 ] [ 194 ] |

## Организационное бюро ЦК ВКП(б) (1934)
Организационное бюро Центрального комитета ВКП(б), избранное 10 февраля 1934 года Пленумом Центрального комитета ВКП(б), избранного на состоявшемся в Москве с 26 января по 10 февраля 1934 года XVII съезде ВКП(б).
| Портрет                                 | Имя (годы жизни)                                                                                                 | Полномочия      | Полномочия      | Другие должности | Пр.                     |
| Портрет                                 | Имя (годы жизни)                                                                                                 | Начало          | Окончание       | Другие должности | Пр.                     |
| --------------------------------------- | --- | --------------- | --------------- | --- | ----------------------- |
|                                         | Андрей Андреевич Андреев (1895—1971)                                                                             | 10 марта 1935   | 22 марта 1939   | • член Политического бюро Центрального комитета ВКП(б) • секретарь Центрального комитета ВКП(б) — с 28 февраля 1935 • Председатель Совета Союза Верховного Совета СССР — с 12 января 1938 | [ 85 ] [ 86 ] [ 87 ]    |
|                                         | Ян Борисович Гамарник (1894—1937) урожд. Яков Цудикович Гамарник                                                 | 10 февраля 1934 | 31 мая 1937     | • начальник Политического управления Рабоче-крестьянской Красной армии — до 30 мая 1937 • член Революционного военного совета СССР — до 20 июня 1934 • заместитель Председателя Революционного военного совета СССР — до 20 июня 1934 • 1-й заместитель Народного комиссара по военным и морским делам СССР — до 20 июня 1934 • 1-й заместитель Народного комиссара обороны СССР — с 20 июня 1934 по 30 мая 1937 • член Военного совета Среднеазиатского военного округа — с 30 мая 1937 | [ 173 ] [ 174 ] [ 175 ] |
|                                         | Николай Иванович Ежов (1895—1940)                                                                                | 10 февраля 1934 | 22 марта 1939   | • заместитель Председателя Комиссии партийного контроля ВКП(б) — до 28 февраля 1935 • секретарь Центрального комитета ВКП(б) — с 1 февраля 1935 • Председатель Комиссии партийного контроля ВКП(б) — с 28 февраля 1935 • член Президиума Исполнительного комитета Коммунистического интернационала — с августа 1935 • Народный комиссар внутренних дел СССР — до 8 декабря 1938 • ответственный редактор журнала «Партийное строительство» — с 11 октября 1935 по 1936 • кандидат в члены Комитета обороны при Совете народных комиссаров СССР — с 27 апреля 1937 • кандидат в члены Политического бюро Центрального комитета ВКП(б) — с 12 октября 1937 • Народный комиссар водного транспорта СССР — с 8 апреля 1938 | [ 196 ] [ 197 ] [ 198 ] |
|                                         | Андрей Александрович Жданов (1896—1948)                                                                          | 10 февраля 1934 | 22 марта 1939   | • секретарь Центрального комитета ВКП(б) 1-й секретарь Ленинградского областного комитета ВКП(б) — с 15 декабря 1934 • кандидат в члены Политического бюро Центрального комитета ВКП(б) — с 1 февраля 1935 • член Военного совета Ленинградского военного округа — с мая 1935 • член Главного военного совета Военно-морского флота СССР — с 8 апреля 1938 • член Исполнительного комитета Коммунистического интернационала — с августа 1935 • Председатель Верховного Совета РСФСР — с 15 июля 1938 | [ 199 ] [ 200 ] [ 201 ] |
|                                         | Лазарь Моисеевич Каганович (1893—1991)                                                                           | 10 февраля 1934 | 22 марта 1939   | • член Политического бюро Центрального комитета ВКП(б) • секретарь Центрального комитета ВКП(б) • 1-й секретарь Московского областного комитета ВКП(б) — до 7 марта 1935 • Председатель Комиссии партийного контроля ВКП(б) — до 28 февраля 1935 • Народный комиссар путей сообщения СССР — с 28 февраля 1935 по 22 августа 1937 и с 5 апреля 1938 • Народный комиссар тяжёлой промышленности СССР — с 22 августа 1937 по 24 января 1939 • заместитель Председателя Совета народных комиссаров СССР — с 17 июня 1938 • Народный комиссар топливной промышленности СССР — с 24 января 1939 | [ 114 ] [ 115 ] [ 116 ] |
|                                         | Сергей Миронович Киров (1886—1934) урожд. Сергей Миронович Костриков                                             | 10 февраля 1934 | 1 декабря 1934  | • член Политического бюро Центрального комитета ВКП(б) • секретарь Центрального комитета ВКП(б) • 1-й секретарь Ленинградского областного комитета ВКП(б) | [ 202 ] [ 203 ] [ 204 ] |
|                                         | Александр Васильевич Косарев (1903—1939)                                                                         | 10 февраля 1934 | 28 ноября 1938  | • Генеральный секретарь Центрального комитета Всесоюзного ленинского коммунистического союза молодёжи — до 22 ноября 1938 | [ 189 ] [ 190 ] [ 191 ] |
|                                         | Валериан Владимирович Куйбышев (1888—1935)                                                                       | 10 февраля 1934 | 25 января 1935  | • член Политического бюро Центрального комитета ВКП(б) • заместитель Председателя Совете народных комиссаров СССР — до 14 мая 1934 • заместитель Председателя Совета труда и обороны СССР — до 14 мая 1934 • Председатель Государственной плановой комиссии при Совете Народных Комиссаров СССР — до 5 апреля 1934 • член Организационного бюро Центрального комитета ВКП(б) • Председатель Комиссии советского контроля при Совете Народных Комиссаров СССР — с 11 февраля 1934 • 1-й заместитель Председателя Совете народных комиссаров СССР — с 14 мая 1934 • 1-й заместитель Председателя Совета труда и обороны СССР — с 14 мая 1934                                                                             | [ 88 ] [ 89 ] [ 90 ]    |
|                                         | Лев Захарович Мехлис (1889—1953)                                                                                 | 14 января 1938  | 22 марта 1939   | • Начальник Политического управления Рабоче-крестьянской Красной армии • заместитель Народного комиссара обороны СССР • член Главного военного совета Рабоче-крестьянской Красной армии — с 13 марта 1938 | [ 205 ] [ 206 ] [ 207 ] |
|                                         | Иосиф Виссарионович Сталин (1878—1953) урожд. Иосиф Виссарионович Джугашвили груз. იოსებ ბესარიონის ძე ჯუღაშვილი | 10 февраля 1934 | 22 марта 1939   | • член Политического бюро Центрального комитета ВКП(б) • секретарь Центрального комитета ВКП(б) • член Президиума Исполнительного комитета Коммунистического интернационала | [ 34 ] [ 35 ] [ 36 ]    |
|                                         | Алексей Иванович Стецкий (1896—1938)                                                                             | 10 февраля 1934 | 26 апреля 1938  | • Главный редактор журнала «Большевик» | [ 208 ] [ 209 ] [ 210 ] |
|                                         | Николай Михайлович Шверник (1888—1970)                                                                           | 10 февраля 1934 | 22 марта 1939   | • 1-й секретарь Всесоюзного центрального совета профессиональных союзов • член Президиума Всесоюзного центрального совета профессиональных союзов | [ 160 ] [ 161 ] [ 162 ] |
| Кандидаты в члены Организационного бюро | |                 |                 | |                         |
|                                         | Михаил Моисеевич Каганович (1888—1941)                                                                           | 10 февраля 1934 | 22 марта 1939   | • заместитель Народного комиссара тяжёлой промышленности СССР — до 8 декабря 1936 • начальник Главного управления авиационной промышленности Народного комиссариата тяжёлой промышленности СССР — до 8 декабря 1936 • заместитель Народного комиссара оборонной промышленности СССР — с 8 декабря 1936 по 15 октября 1937 • Народный комиссар оборонной промышленности СССР — с 15 октября 1937 по 11 января 1939 • Народный комиссар авиационной промышленности СССР — с 11 января 1939 | [ 211 ] [ 212 ] [ 213 ] |
|                                         | Александр Иванович Криницкий (1894—1937)                                                                         | 10 февраля 1934 | 12 октября 1937 | • член редакционной коллегии журнала «Большевик» — до 1935 • 1-й секретарь Саратовского краевого комитета ВКП(б) — с 7 апреля 1934 по 5 декабря 1936 • 1-й секретарь Саратовского областного комитета ВКП(б) — с 5 декабря 1936 по 18 июля 1937 • 1-й секретарь Саратовского городского комитета ВКП(б) — с июля 1935 по 1937 | [ 214 ] [ 215 ] [ 216 ] |

## Организационное бюро ЦК ВКП(б) (1939)
Организационное бюро Центрального комитета ВКП(б), избранное 22 марта 1939 года Пленумом Центрального комитета ВКП(б), избранного на состоявшемся в Москве с 10 по 21 марта 1939 года XVIII съезде ВКП(б).
| Портрет | Имя (годы жизни)                                                                                                 | Полномочия    | Полномочия    | Другие должности | Пр.                     |
| Портрет | Имя (годы жизни)                                                                                                 | Начало        | Окончание     | Другие должности | Пр.                     |
| ------- | --- | ------------- | ------------- | --- | ----------------------- |
|         | Андрей Андреевич Андреев (1895—1971)                                                                             | 22 марта 1939 | 18 марта 1946 | • член Политического бюро Центрального комитета ВКП(б) • секретарь Центрального комитета ВКП(б) • Председатель Совет Союза Верховного Совета СССР — до 12 марта 1946 • Председатель Комиссии партийного контроля при ЦК ВКП(б) • член Экономического совета при Совете народных комиссаров СССР — с 26 июня 1939 по 21 марта 1941 • член Бюро Совета народных комиссаров СССР — с 21 марта 1941 по 6 сентября 1945 • 1-й заместитель Народного комиссара путей сообщения СССР — с 27 января по 14 февраля 1942 • заместитель Председателя Комитета по разгрузке железных дорог при Государственном комитете обороны — с 14 февраля по 14 сентября 1942 • заместитель председателя Транспортного комитета при Государственном комитете обороны — с 14 сентября 1942 по 19 мая 1944 • член Комитета при Совете Народных Комиссаров СССР по восстановлению народного хозяйства в районах, освобождённых от немецко-фашистской оккупации — с 21 августа 1943 по 1944 • Народный комиссар земледелия СССР — с 11 декабря 1943 по 15 марта 1946 | [ 85 ] [ 86 ] [ 87 ]    |
|         | Андрей Александрович Жданов (1896—1948)                                                                          | 22 марта 1939 | 18 марта 1946 | • член Политического бюро Центрального комитета ВКП(б) • секретарь Центрального комитета ВКП(б) • 1-й секретарь Ленинградского областного комитета ВКП(б) — до 17 января 1945 • член Главного военного совета Военно-морского флота СССР — до 23 июня 1941 • член Военного совета Ленинградского военного округа — до 5 сентября 1941 • член Исполнительного комитета Коммунистического интернационала — до 15 мая 1943 • Председатель Верховного Совета РСФСР • член Экономического совета при Совете народных комиссаров СССР — с 26 июня 1939 по 21 марта 1941 • член Военного совета Северо-Западного фронта — с 7 января по 12 марта 1940 • Уполномоченный Центрального комитета ВКП(б) по Эстонии — с июня по август 1940 • член Главного военного совета Красной армии — с 24 июля 1940 по 23 июня 1941 • член Комитета обороны при Совете народных комиссаров СССР — с 31 августа 1940 по 30 мая 1941 • член Бюро Совета народных комиссаров СССР — с 30 мая 1941 по 6 сентября 1945 • член Военного совета Северного флота ВМФ СССР — с 29 июня по 23 августа 1941 • постоянный советник при Ставке Главного командования — с 23 июня по 10 июля 1941 • член Военного совета Главного командования Северо-Западного направления — с 10 июля по 27 августа 1941 • член Военного совета Ленинградского фронта — с 5 сентября 1941 по 24 июля 1945 • Председатель Союзной контрольной комиссии в Финляндии — с 25 сентября 1944 • Председатель Совета Союза Верховного Совета СССР — с 12 марта 1946 | [ 199 ] [ 200 ] [ 201 ] |
|         | Лазарь Моисеевич Каганович (1893—1991)                                                                           | 22 марта 1939 | 18 марта 1946 | • член Политического бюро Центрального комитета ВКП(б) • Народный комиссар путей сообщения СССР — до 25 марта 1942 и с 26 февраля 1943 по 20 декабря 1944 • заместитель Председателя Совета народных комиссаров СССР — до 15 мая 1944 и с 20 декабря 1944 • Народный комиссар топливной промышленности СССР — до 12 октября 1939 • член Комитета обороны при Совете народных комиссаров СССР — с 10 сентября 1939 по 9 апреля 1940 • Народный комиссар нефтяной промышленности СССР — с 12 октября 1939 по 3 июля 1940 • член Экономического совета при Совете народных комиссаров СССР — с 3 февраля по 21 марта 1941 • Председатель Совета при эвакуации при Совете народных комиссаров СССР — с 24 июня по 3 июля 1941 • член Государственного комитета обороны — с 20 февраля 1942 по 4 сентября 1945 • член Военного совета Северо-Кавказского фронта — с июля по августа 1942 • член Военного совета Закавказского фронта — с ноября 1942 по февраль 1943 | [ 114 ] [ 115 ] [ 116 ] |
|         | Георгий Максимилианович Маленков (1901—1988)                                                                     | 22 марта 1939 | 18 марта 1946 | • секретарь Центрального комитета ВКП(б) • начальник Управления кадров ЦК ВКП(б) — с 21 марта 1939 по 13 апреля 1946 • член Экономического совета при Совете народных комиссаров СССР — с 26 июня 1939 по 21 марта 1941 • кандидат в члены Политического бюро Центрального комитета ВКП(б) — с 22 февраля 1941 • член Бюро Совета народных комиссаров СССР — с 30 мая 1941 по 15 мая 1944 • член Государственного комитета обороны — с 30 июня 1941 по 4 сентября 1945 • заместитель Председателя Совета народных комиссаров СССР — с 15 мая 1944 по 15 марта 1946 • член Специального комитета при Совете народных комиссаров СССР — с 20 августа 1945 по 15 марта 1946 | [ 218 ] [ 219 ] [ 220 ] |
|         | Лев Захарович Мехлис (1889—1953)                                                                                 | 22 марта 1939 | 18 марта 1946 | • Начальник Политического управления Рабоче-крестьянской Красной армии — до 6 сентября 1940 • заместитель Народного комиссара обороны СССР — до 6 сентября 1940 • член Главного венного совета Рабоче-крестьянской Красной армии — до 17 декабря 1940 • член Военного совета 7-й армии — с 1939 по 1940 • заместитель Председателя Совета народных комиссаров СССР — с 6 сентября 1940 по 15 мая 1944 • Народный комиссар государственного контроля СССР — с 6 сентября 1940 • член Бюро Совета народных комиссаров СССР — с 7 мая 1941 по 15 мая 1944 • Начальник Главного управления политической пропаганды Рабоче-крестьянской Красной армии — с 21 июня по 16 июля 1941 • Начальник Главного политического управления Рабоче-крестьянской Красной армии — с 16 июля 1941 по 4 июня 1942 • член Военного Совета Западного фронта — с июня по 12 июля 1941 • заместитель Народного комиссара обороны СССР — с 10 июля 1941 по 4 июня 1942 • представитель Ставки Верховного Главнокомандования на Крымском фронте — с января по 19 мая 1942 • член Военного совета 6-й армии Воронежского фронта — с 3 июля по 25 сентября 1942 • член Военного Совета Воронежского фронта — с 25 сентября по 2 октября 1942 • член Военного Совета Волховского фронта — со 2 октября 1942 по 6 апреля 1943 • член Военного Совета Резервного фронта — с 6 по 15 апреля 1943 • член Военного Совета Степного военного округа — с 18 апреля по 6 июля 1943 • член Военного Совета Брянского фронта — с 6 июля по 10 октября 1943 • член Военного Совета Прибалтийского фронта — с 10 по 20 октября 1943 • член Военного Совета 2-го Прибалтийского фронта — с 20 октября по декабрь 1943 • член Военного Совета Западного фронта — с декабря 1943 по апреля 1944 • член Военного Совета 2-го Белорусского фронта — с 22 апреля по июля 1944 • член Военного Совета 4-го Украинского фронта — с 5 августа 1944 по июль 1945 • член Военного Совета Прикарпатского военного округа — с июля 1945 по 1946 | [ 205 ] [ 206 ] [ 207 ] |
|         | Николай Александрович Михайлов (1906—1982)                                                                       | 22 марта 1939 | 18 марта 1946 | • 1-й секретарь Центрального комитета ВЛКСМ | [ 221 ] [ 222 ] [ 223 ] |
|         | Иосиф Виссарионович Сталин (1878—1953) урожд. Иосиф Виссарионович Джугашвили груз. იოსებ ბესარიონის ძე ჯუღაშვილი | 22 марта 1939 | 18 марта 1946 | • член Политического бюро Центрального комитета ВКП(б) • секретарь Центрального комитета ВКП(б) • член Президиума Исполнительного комитета Коммунистического интернационала — до 15 мая 1943 • член Комитета обороны при Совете народных комиссаров СССР — с 10 сентября 1939 по 30 мая 1941 • член Ставки Главного командования — с 9 декабря 1939 по 1940 • Председатель Совета народных комиссаров СССР — с 6 мая 1941 по 15 марта 1946 • член Ставки Главного командования — с 23 июня по 10 июля 1941 • Председатель Государственного комитета обороны — с 30 июня 1941 по 4 сентября 1945 • Председатель Ставки Верховного командования — с 10 июля по 8 августа 1941 • Народный комиссар обороны СССР — с 19 июля 1941 по 25 февраля 1946 • Председатель Ставки Верховного главнокомандования — с 8 августа 1941 по 3 августа 1945 • Народный комиссар Вооружённых сил СССР — с 25 февраля по 15 марта 1946 • Председатель Совета министров СССР — с 15 марта 1946 • Министр Вооружённых сил СССР — с 15 марта 1946 | [ 34 ] [ 35 ] [ 36 ]    |
|         | Николай Михайлович Шверник (1888—1970)                                                                           | 22 марта 1939 | 18 марта 1946 | • кандидат в члены Политического бюро Центрального комитета ВКП(б) • 1-й секретарь Всесоюзного центрального совета профессиональных союзов — до 15 апреля 1944 • Председатель Совета Национальностей Верховного Совета СССР — до 12 марта 1946 • член Экономического совета при Совете народных комиссаров СССР — с 28 марта 1940 по 21 марта 1941 • член Бюро Совета народных комиссаров СССР — с 21 марта 1941 по 6 сентября 1945 • заместитель Председателя Совета по эвакуации при Совете народных комиссаров СССР — с 24 июня по 3 июля 1941 • Председатель Совета по эвакуации при Совете народных комиссаров СССР — с 3 июля по 25 декабря 1941 • Председатель Чрезвычайной государственной комиссии по установлению и расследованию злодеяний немецко-фашистских захватчиков и их сообщников и причинённого ими ущерба гражданам, колхозам, общественным организациям, государственным предприятиям и учреждениям СССР — со 2 ноября 1942 • 1-й заместитель Председателя Президиума Верховного Совета СССР — с 1 февраля 1944 по 12 марта 1946 • Председатель Президиума Верховного Совета РСФСР — с 4 марта 1944 • Председатель Президиума Верховного Совета СССР — с 16 марта 1946 | [ 160 ] [ 161 ] [ 162 ] |
|         | Александр Сергеевич Щербаков (1901—1945)                                                                         | 22 марта 1939 | 20 мая 1945   | • 1-й секретарь Московского областного комитета ВКП(б) • кандидат в члены Политического бюро Центрального комитета ВКП(б) — с 22 февраля 1941 • секретарь Центрального комитета ВКП(б) — с 5 мая 1941 • Начальник Советского информационного бюро — с 24 июня 1941 • Начальник Главного политического управления Рабоче-крестьянской Красной армии — с 4 июня 1942 • заместитель Народного комиссара обороны СССР — с 4 июня 1942 | [ 224 ] [ 225 ] [ 226 ] |

## Организационное бюро ЦК ВКП(б) (1946)
Организационное бюро Центрального комитета ВКП(б), избранный 18 марта 1946 года прошедшим 11, 14 и 18 марта Пленумом Центрального комитета ВКП(б), избранного на состоявшемся в Москве с 10 по 21 марта 1939 года XVIII съезде ВКП(б).
| Портрет | Имя (годы жизни)                                                                                                 | Полномочия    | Полномочия      | Другие должности | Пр.                     |
| Портрет | Имя (годы жизни)                                                                                                 | Начало        | Окончание       | Другие должности | Пр.                     |
| ------- | --- | ------------- | --------------- | --- | ----------------------- |
|         | Георгий Фёдорович Александров (1908—1961)                                                                        | 18 марта 1946 | 16 октября 1952 | • Директор Высшей партийной школы при Центральном комитете ВКП(б) — до 1946 • Директор Института философии Академии наук СССР — с сентября 1947 | [ 227 ] [ 228 ] [ 229 ] |
|         | Василий Михайлович Андрианов (1902—1978)                                                                         | 18 марта 1946 | 16 октября 1952 | • 1-й секретарь Свердловского областного комитета ВКП(б) — до 26 марта 1946 • заместитель Председателя Совета по делам колхозов при Совете министров СССР — с октября 1946 по февраль 1949 • 1-й секретарь Ленинградского областного комитета КПСС — с 22 февраля 1949 | [ 230 ] [ 231 ] [ 232 ] |
|         | Николай Александрович Булганин (1895—1975)                                                                       | 18 марта 1946 | 16 октября 1952 | • заместитель Министра Вооружённых сил СССР — до 3 марта 1947 • кандидат в члены Политического бюро Центрального комитета ВКП(б) — до 18 февраля 1948 • Министр Вооружённых сил СССР — с 3 марта 1947 по 24 марта 1949 • заместитель Председателя Совета министров СССР — с 5 марта 1947 по 7 апреля 1950 • член Политического бюро Центрального комитета ВКП(б) — с 18 февраля 1948 • 1-й заместитель Председателя Совета министров СССР — с 7 апреля 1950                                                | [ 233 ] [ 234 ] [ 235 ] |
|         | Андрей Александрович Жданов (1896—1948)                                                                          | 18 марта 1946 | 31 августа 1948 | • член Политического бюро Центрального комитета ВКП(б) • секретарь Центрального комитета ВКП(б) • Председатель Союзной контрольной комиссии в Финляндии — до 26 сентября 1947 • Председатель Совета Союза Верховного Совета СССР — по 25 февраля 1947 | [ 199 ] [ 200 ] [ 201 ] |
|         | Алексей Александрович Кузнецов (1905—1950)                                                                       | 18 марта 1946 | 7 марта 1949    | • 1-й секретарь Ленинградского областного комитета ВКП(б) — до 26 марта 1946 • секретарь Центрального комитета ВКП(б) — до 28 января 1949 • Начальник Управления кадров ЦК ВКП(б) — с 13 апреля 1946 по 10 июля 1948 | [ 236 ] [ 237 ] [ 238 ] |
|         | Василий Васильевич Кузнецов (1901—1990)                                                                          | 18 марта 1946 | 16 октября 1952 | • Председатель Всесоюзного центрального совета профессиональных союзов • Вице-председатель Всемирной федерации профсоюзов • Председатель Совета Национальностей Верховного Совета СССР — до 12 июня 1950 | [ 239 ] [ 240 ] [ 241 ] |
|         | Георгий Максимилианович Маленков (1901—1988)                                                                     | 18 марта 1946 | 16 октября 1952 | • член Политического бюро Центрального комитета ВКП(б) • секретарь Центрального комитета ВКП(б) — до 6 мая 1946 и с 1 июля 1948 • член Специального комитета при Совете министров СССР | [ 218 ] [ 219 ] [ 220 ] |
|         | Лев Захарович Мехлис (1889—1953)                                                                                 | 18 марта 1946 | 16 октября 1952 | • Министр государственного контроля СССР — до 27 октября 1950 • член Президиума Совета министров СССР — с 30 июля 1949 по 27 октября 1950 | [ 205 ] [ 206 ] [ 207 ] |
|         | Николай Александрович Михайлов (1906—1982)                                                                       | 18 марта 1946 | 16 октября 1952 | • 1-й секретарь Центрального комитета ВЛКСМ | [ 221 ] [ 222 ] [ 223 ] |
|         | Николай Семёнович Патоличев (1908—1989)                                                                          | 18 марта 1946 | 24 мая 1947     | • секретарь Центрального комитета ВКП(б) — с 6 мая 1946 • Начальник Управления по проверке партийных органов ЦК ВКП(б) — до февраля 1947 • заместитель Председателя Совета по делам колхозов при Совете министров СССР — до марта 1947 • член Политического бюро Центрального комитета КП(б) Украины — с 3 марта 1947 • секретарь Центрального комитета КП(б) Украины — с 3 марта 1947 • член Организационного бюро Центрального комитета КП(б) Украины — с 3 марта 1947                                   | [ 242 ] [ 243 ] [ 244 ] |
|         | Георгий Михайлович Попов (1906—1968)                                                                             | 18 марта 1946 | 16 октября 1952 | • секретарь Центрального комитета ВКП(б) — до 16 декабря 1949 • Председатель Исполнительного комитета Московского городского Совета депутатов трудящихся — до 18 января 1950 • 1-й секретарь Московского областного комитета ВКП(б) — до 16 декабря 1949 • Министр городского строительства СССР — с 31 декабря 1949 по 14 марта 1951 • Министр сельскохозяйственного машиностроения СССР — с 14 марта по 31 декабря 1951 • Директор авиационного завода № 24 имени М. В. Фрунзе (город Куйбышев) — с 1951 | [ 245 ] [ 246 ] [ 247 ] |
|         | Михаил Иванович Родионов (1907—1950)                                                                             | 18 марта 1946 | 7 марта 1949    | • 1-й секретарь Горьковского областного комитета ВКП(б) — до 25 марта 1946 • Председатель Совета министров РСФСР — с 23 марта 1946 по 9 марта 1949 | [ 248 ] [ 249 ] [ 250 ] |
|         | Иосиф Виссарионович Сталин (1878—1953) урожд. Иосиф Виссарионович Джугашвили груз. იოსებ ბესარიონის ძე ჯუღაშვილი | 18 марта 1946 | 16 октября 1952 | • член Политического бюро Центрального комитета ВКП(б) • секретарь Центрального комитета ВКП(б) • Председатель Совета министров СССР • Министр Вооружённых сил СССР — до 3 марта 1947 | [ 34 ] [ 35 ] [ 36 ]    |
|         | Михаил Андреевич Суслов (1902—1982)                                                                              | 18 марта 1946 | 16 октября 1952 | • секретарь Центрального комитета ВКП(б) — с 24 мая 1947 • главный редактор газеты «Правда» — с 20 июля 1949 | [ 251 ] [ 252 ] [ 253 ] |
|         | Борис Николаевич Черноусов (1908—1978)                                                                           | 10 марта 1949 | 16 октября 1952 | • Председатель Совета министров РСФСР | [ 254 ] [ 255 ] [ 256 ] |
|         | Николай Николаевич Шаталин (1904—1984)                                                                           | 18 марта 1946 | 16 октября 1952 | • главный редактор журнала «Партийная жизнь» — с 1947 по июнь 1950 | [ 257 ] [ 258 ] [ 259 ] |